# عزرا زيلخا
عزرا خيدوري زيلخا (31 يوليو 1925 - 2 أكتوبر 2019) كان ممولًا وإنسانًا خيريًا أمريكيًا.
وقت مبكر من الحياة

## وُلِد عزرا زيلخا في 31 يوليو 1925،[1]في بغداد، وهو ابن المصرفي خضوري زيلخا .[2]نشأ في بغداد وبيروت والقاهرة ومدينة نيويورك.[2]
حياة مهنية
عملت زيلكا في أعمال العائلة المصرفية في هونج كونج ولندن وأمستردام وهولندا وباريس، قبل أن تعمل في شركات مختلفة في الولايات المتحدة،  وفي عام 1985، قُدِّرت ثروته الصافية بنحو 150 مليون دولار أمريكي.  وكانت زيلكا ضمن قائمة فوربس 400 لأغنى الأمريكيين. 

## الأعمال الخيرية
كانت أعماله الخيرية، وخاصة في التعليم والفنون وذوي الإعاقة، "هائلة".  كان أمينًا على المركز الدولي للأشخاص ذوي الإعاقة والجمعية الأمريكية لجوقة الشرف الفرنسية ، وأمينًا فخريًا لجامعة ويسليان ، وأمينًا فخريًا لمؤسسة بروكينجز . 

## الحياة الشخصية
في فبراير 1950، تزوج من سيسيل إيني، ورزق منها بثلاثة أطفال، دونالد ، ودونا، وبيتينا. 
توفي زيلكا في منزله في 2 أكتوبر 2019.